# Климат Екатеринбурга
Кли́мат Екатеринбу́рга — Континентальный климат, с холодной зимой и тёплым летом. Среднегодовая температура — 3,8 °С. Среднегодовое количество осадков — 601 мм.

## Общая характеристика
Екатеринбург находится в зоне границы умеренно континентального климата с континентальным с характерной резкой изменчивостью погодных условий, хорошо выраженными сезонами года. Уральские горы, несмотря на их незначительную высоту, преграждают путь массам воздуха, поступающим с запада, из европейской части России. В результате Средний Урал оказывается открытым для вторжения холодного арктического воздуха, а с юга сюда могут беспрепятственно проникать тёплые воздушные массы Прикаспия и пустынь Средней Азии. Поэтому для Екатеринбурга и характерны резкие колебания температур и формирование погодных аномалий: зимой — от морозов в -40°С до оттепелей и дождей, летом — от жары выше 35 °C до заморозков. Снежный покров умеренный, достигает своей максимальной высоты в феврале — 42 см, однако абсолютный максимум высоты снежного покрова принадлежит марту (81 см). 

### Температура воздуха
Самый холодный месяц в городе — январь со средней температурой −14,7 °C. Самый тёплый месяц — июль, его среднесуточная температура 18,1 °C. Самая высокая температура, отмеченная в Екатеринбурге за весь период наблюдений, 40 °C (11 июля 2023 года), а самая низкая −44,6 °C (31 декабря 1978 года).
Погода с устойчивой положительной температурой устанавливается в среднем в конце марта — начале апреля, с устойчивой средней температурой ниже нуля — в конце октября — начале ноября. В среднем за календарную зиму в Екатеринбурге наблюдается 4 дня с оттепелями (4.5 % от продолжительности календарной зимы). Хотя в последние 10 лет наблюдаются календарные зимы с более частыми оттепелями, даже в сумме до 1 месяца. За всю историю наблюдений в Екатеринбурге было 15 зим без оттепелей и 5 зим с 1 оттепелью.
| Максимальная и минимальная среднемесячная температура | Максимальная и минимальная среднемесячная температура | Максимальная и минимальная среднемесячная температура | Максимальная и минимальная среднемесячная температура | Максимальная и минимальная среднемесячная температура | Максимальная и минимальная среднемесячная температура | Максимальная и минимальная среднемесячная температура | Максимальная и минимальная среднемесячная температура | Максимальная и минимальная среднемесячная температура | Максимальная и минимальная среднемесячная температура | Максимальная и минимальная среднемесячная температура | Максимальная и минимальная среднемесячная температура | Максимальная и минимальная среднемесячная температура |
| Месяц                                                 | Янв                                                   | Фев                                                   | Мар                                                   | Апр                                                   | Май                                                   | Июн                                                   | Июл                                                   | Авг                                                   | Сен                                                   | Окт                                                   | Ноя                                                   | Дек                                                   |
| Самый тёплый, °C                                      | -5,2                                                  | −4,1                                                  | 1,2                                                   | 10,6                                                  | 18,5                                                  | 21,3                                                  | 22,7                                                  | 23                                                    | 15,3                                                  | 7                                                     | 1,8                                                   | −5,5                                                  |
| Самый холодный, °C                                    | -25,2                                                 | -20,4                                                 | -15,1                                                 | -2,9                                                  | 3,8                                                   | 11,3                                                  | 13,1                                                  | 10,9                                                  | 4,7                                                   | -5,1                                                  | -16,9                                                 | -24,2                                                 |
| ----------------------------------------------------- | ----------------------------------------------------- | ----------------------------------------------------- | ----------------------------------------------------- | ----------------------------------------------------- | ----------------------------------------------------- | ----------------------------------------------------- | ----------------------------------------------------- | ----------------------------------------------------- | ----------------------------------------------------- | ----------------------------------------------------- | ----------------------------------------------------- | ----------------------------------------------------- |

### Осадки, относительная влажность воздуха.
Среднегодовая сумма осадков в Екатеринбурге — около 601 мм. Влажность воздуха за год составляет около 75 %, от 64 % в мае до 81 % в ноябре-декабре. 
| Относительная влажность воздуха | Относительная влажность воздуха | Относительная влажность воздуха | Относительная влажность воздуха | Относительная влажность воздуха | Относительная влажность воздуха | Относительная влажность воздуха | Относительная влажность воздуха | Относительная влажность воздуха | Относительная влажность воздуха | Относительная влажность воздуха | Относительная влажность воздуха | Относительная влажность воздуха | Относительная влажность воздуха |
| Месяц                           | Янв                             | Фев                             | Мар                             | Апр                             | Май                             | Июн                             | Июл                             | Авг                             | Сен                             | Окт                             | Ноя                             | Дек                             | Год                             |
| Влажность воздуха, %            | 80                              | 79                              | 78                              | 69                              | 64                              | 68                              | 69                              | 73                              | 75                              | 78                              | 81                              | 81                              | 75                              |
| ------------------------------- | ------------------------------- | ------------------------------- | ------------------------------- | ------------------------------- | ------------------------------- | ------------------------------- | ------------------------------- | ------------------------------- | ------------------------------- | ------------------------------- | ------------------------------- | ------------------------------- | ------------------------------- |

Большая часть атмосферных осадков выпадает летом, максимум их приходится на июль, а минимум — на март. Обычно в летние месяцы осадки выпадает в виде ливней, зачастую с грозами. В течение года среднее количество дней с осадками — около 230, в среднем 19 дней за месяц (от 14 дней в мае до 24 дней в декабре). Самым дождливым месяцем был сентябрь 1987 года, когда выпало 229 мм осадков, что в 4,2 раза больше нормы). Самым засушливым месяцем был апрель 1904 года, когда в Екатеринбурге не наблюдалось осадков вообще.
Аномально малоснежной выдалась зима 2017/18 года. Крайне слабые осадки в виде снега наблюдались менее 10 раз с начала климатической зимы, в городе практически отсутствовал снежный покров на городских улицах, несмотря на то, что общая уборка снега производилась всего один раз, а в пригородных парках толщина снежного покрова составила менее 15 см. Эта зима стала самой малоснежной в Екатеринбурге в XXI веке. Дата обращения: 17 февраля 2018. Архивировано 18 февраля 2018 года. Затем, в предпоследний день зимы, в городе внезапно выпало 70% месячной нормы снега. Дата обращения: 28 февраля 2018. Архивировано 28 февраля 2018 года.
Аномальная зима 2019/20 выдалась самой тёплой за всю историю Екатеринбурга. За 3 месяца средняя температура составила всего -6,3 °C, что на 7 градусов выше климатической нормы и на 1,8 градуса теплее прежних рекордно теплых зим 1982—1983 и 2003—2004 годов (средняя температура — -8,1 °C)
25 мая 2020 года в Екатеринбурге и Свердловской области прошел мощный ураган. Из-за урагана в области без света остались более 100 тысяч человек. В городе Екатеринбург было повалено много деревьев, некоторые вырвало с корнем.

## Климатограмма Екатеринбурга
| Показатель                                              | Янв.  | Фев.  | Март  | Апр.  | Май   | Июнь | Июль | Авг. | Сен. | Окт. | Нояб. | Дек.  | Год   |
| ------------------------------------------------------- | ----- | ----- | ----- | ----- | ----- | ---- | ---- | ---- | ---- | ---- | ----- | ----- | ----- |
| Абсолютный максимум, °C                                 | 5,6   | 9,4   | 18,1  | 28,8  | 34,7  | 36,5 | 40   | 37,2 | 31,9 | 24,7 | 13,5  | 5,9   | 40    |
| Средний суточный максимум, °C                           | −9,3  | −6,6  | 0,9   | 10,1  | 18,3  | 22,6 | 24,3 | 21,4 | 15   | 6,9  | −2,6  | −7,8  | 7,8   |
| Средняя температура, °C                                 | −17,5 | −13,3 | −5,8  | 0,7   | 6,9   | 10,8 | 16,2 | 18,5 | 10,4 | 0,1  | −8,6  | −15   | 3,3   |
| Средний суточный минимум, °C                            | −15,5 | −14,1 | −7,3  | 0,3   | 6,9   | 12   | 14,4 | 12,2 | 6,8  | 1    | −7,8  | −13,3 | −0,4  |
| Абсолютный минимум, °C                                  | −44,6 | −42,4 | −39,2 | −21,8 | −13,5 | −5,3 | 1,5  | −2,2 | −9   | −22  | −39,2 | −44   | −44,6 |
| Норма осадков, мм                                       | 25    | 19    | 25    | 31    | 47    | 72   | 93   | 75   | 45   | 41   | 33    | 28    | 534   |
| Источник: http://www.pogodaiklimat.ru/climate/28440.htm |       |       |       |       |       |      |      |      |      |      |       |       |       |

## Изменение климата
В конце XX — начале XXI века в Екатеринбурге произошёл скачкообразный рост температуры в зимний период. Кроме того, наблюдается небольшой рост температуры летом. 
Все абсолютные минимумы температуры в Екатеринбурге по месяцам были зарегистрированы в  XIX — XX веках (до 1979 года), в то время как на XXI столетие приходится уже 3 абсолютных максимума. На 90-е гг. XX века приходится 5 абсолютных максимумов по месяцам. Самые холодные месяцы наблюдались в XIX—XX веках (последний раз самым холодным стал июнь 1979 года). 
| Показатель              | Янв.  | Фев.  | Март | Апр. | Май | Июнь | Июль | Авг. | Сен. | Окт. | Нояб. | Дек.  | Год |
| ----------------------- | ----- | ----- | ---- | ---- | --- | ---- | ---- | ---- | ---- | ---- | ----- | ----- | --- |
| Средняя температура, °C | −15,7 | −13,7 | −7,4 | 1,7  | 9,9 | 14,8 | 17,2 | 14,7 | 8,8  | 0,5  | −7,8  | −13,5 | 0,8 |
| Источник:               |       |       |      |      |     |      |      |      |      |      |       |       |     |

| Показатель              | Янв. | Фев.  | Март | Апр. | Май | Июнь | Июль | Авг. | Сен. | Окт. | Нояб. | Дек.  | Год |
| ----------------------- | ---- | ----- | ---- | ---- | --- | ---- | ---- | ---- | ---- | ---- | ----- | ----- | --- |
| Средняя температура, °C | −15  | −13,5 | −7,3 | 3    | 9,8 | 16   | 17,3 | 15,3 | 9,3  | 2    | −5,9  | −13,7 | 1,4 |

| Показатель              | Янв.  | Фев.  | Март | Апр. | Май | Июнь | Июль | Авг. | Сен. | Окт. | Нояб. | Дек.  | Год |
| ----------------------- | ----- | ----- | ---- | ---- | --- | ---- | ---- | ---- | ---- | ---- | ----- | ----- | --- |
| Средняя температура, °C | −14,2 | −13,3 | −5,8 | 3,9  | 11  | 16,8 | 18,3 | 15,3 | 9,7  | 1,2  | −6,3  | −11,4 | 2,1 |

| Показатель              | Янв.  | Фев.  | Март | Апр. | Май | Июнь | Июль | Авг. | Сен. | Окт. | Нояб. | Дек.  | Год |
| ----------------------- | ----- | ----- | ---- | ---- | --- | ---- | ---- | ---- | ---- | ---- | ----- | ----- | --- |
| Средняя температура, °C | −12,9 | −10,7 | −3,5 | 4,6  | 12  | 17,1 | 19   | 16,1 | 10,1 | 3,4  | −5,6  | −10,8 | 3,2 |

| Среднемесячная температура последних лет | Среднемесячная температура последних лет | Среднемесячная температура последних лет | Среднемесячная температура последних лет | Среднемесячная температура последних лет | Среднемесячная температура последних лет | Среднемесячная температура последних лет | Среднемесячная температура последних лет | Среднемесячная температура последних лет | Среднемесячная температура последних лет | Среднемесячная температура последних лет | Среднемесячная температура последних лет | Среднемесячная температура последних лет | Среднемесячная температура последних лет |
| Месяц                                    | Янв                                      | Фев                                      | Мар                                      | Апр                                      | Май                                      | Июн                                      | Июл                                      | Авг                                      | Сен                                      | Окт                                      | Ноя                                      | Дек                                      | Год                                      |
| 2001 год, °C                             | -12,2                                    | -15,3                                    | -3,6                                     | 6,7                                      | 11,1                                     | 14,5                                     | 17,8                                     | 15,2                                     | 10,6                                     | 0,4                                      | -4,7                                     | -12,3                                    | 2,4                                      |
| 2002 год, °C                             | -9,1                                     | -4,5                                     | -1,1                                     | 2,9                                      | 9,1                                      | 13,9                                     | 19                                       | 12,9                                     | 11                                       | 2,1                                      | -3,7                                     | -18,6                                    | 2,8                                      |
| 2003 год, °C                             | -10,8                                    | -13,5                                    | -3,9                                     | 4,8                                      | 12,6                                     | 14,8                                     | 19                                       | 20,4                                     | 11,1                                     | 4,8                                      | -6,3                                     | -5,5                                     | 4                                        |
| 2004 год, °C                             | -9,3                                     | -9,5                                     | -3,6                                     | 0                                        | 15                                       | 16,9                                     | 21,3                                     | 16,1                                     | 10,4                                     | 1,9                                      | -3,1                                     | -13,6                                    | 3,5                                      |
| 2005 год, °C                             | -11,3                                    | -13                                      | -6,2                                     | 6,1                                      | 14,3                                     | 15,8                                     | 19,3                                     | 16,4                                     | 11,1                                     | 5,5                                      | -1,5                                     | -8,5                                     | 4                                        |
| 2006 год, °C                             | -20,6                                    | -12,2                                    | -3,2                                     | 2,7                                      | 12,2                                     | 19,2                                     | 16,1                                     | 15,5                                     | 11,8                                     | 2,4                                      | -7,2                                     | -5,7                                     | 2,6                                      |
| 2007 год, °C                             | -5,2                                     | -15,6                                    | -1,9                                     | 5,4                                      | 11,6                                     | 14                                       | 20                                       | 18,6                                     | 10,9                                     | 5,2                                      | -6                                       | -10,7                                    | 3,9                                      |
| 2008 год, °C                             | -13,4                                    | -8,9                                     | -1,3                                     | 5,3                                      | 11,2                                     | 16,9                                     | 21,3                                     | 16,4                                     | 7,7                                      | 6,2                                      | 1,2                                      | -7,1                                     | 4,6                                      |
| 2009 год, °C                             | -12,8                                    | -9,9                                     | -1,9                                     | 2,1                                      | 11,6                                     | 18                                       | 17,1                                     | 15,7                                     | 12,6                                     | 4,6                                      | -3,9                                     | -15,4                                    | 3,2                                      |
| 2010 год, °C                             | -20,5                                    | -15,8                                    | -4,3                                     | 7                                        | 14,4                                     | 18,6                                     | 20,7                                     | 19,1                                     | 11,2                                     | 3,8                                      | -3,2                                     | -14,1                                    | 3,1                                      |
| 2011 год, °C                             | -15,8                                    | -15,1                                    | -5,8                                     | 5                                        | 12,5                                     | 16,7                                     | 19,5                                     | 15,3                                     | 12,7                                     | 5,5                                      | -7,7                                     | -7,8                                     | 2,9                                      |
| 2012 год, °C                             | -12,7                                    | -13,2                                    | -5,1                                     | 8,9                                      | 13,8                                     | 20,1                                     | 21,8                                     | 18,2                                     | 10,9                                     | 5,4                                      | -3,2                                     | -15,2                                    | 4,1                                      |
| 2013 год, °C                             | -14,1                                    | -7,6                                     | -7,8                                     | 5,2                                      | 11,6                                     | 18,6                                     | 19,8                                     | 17,6                                     | 11,2                                     | 2,1                                      | 1,8                                      | -8,6                                     | 4,2                                      |
| 2014 год, °C                             | -13,5                                    | -14,8                                    | -1,3                                     | 2,7                                      | 14,6                                     | 16,3                                     | 14,4                                     | 17,2                                     | 9,1                                      | -1,5                                     | -5,7                                     | -8,5                                     | 2,4                                      |
| 2015 год, °C                             | -11,7                                    | -6                                       | -2                                       | 4,8                                      | 13,3                                     | 19,6                                     | 15,4                                     | 13,3                                     | 11,4                                     | 0,1                                      | -7,4                                     | -7,3                                     | 3,6                                      |
| 2016 год, °C                             | -15,9                                    | -4,1                                     | -3,5                                     | 7,5                                      | 13,5                                     | 17,5                                     | 20,1                                     | 23                                       | 11,2                                     | 0,8                                      | -10,5                                    | -15,3                                    | 3,7                                      |
| 2017 год, °C                             | -13,2                                    | -11,1                                    | -1,6                                     | 5                                        | 10,2                                     | 15,5                                     | 18                                       | 17,7                                     | 9,5                                      | 2,1                                      | -2,5                                     | -7,8                                     | 3,5                                      |
| 2018 год, °C                             | -14,1                                    | -11,1                                    | -7,6                                     | 2,9                                      | 9,6                                      | 14,4                                     | 20,9                                     | 16                                       | 12,1                                     | 4,3                                      | -5,5                                     | -11,1                                    | 2,6                                      |
| 2019 год, °C                             | -11,4                                    | -11                                      | -1,1                                     | 4                                        | 13,1                                     | 15,9                                     | 19,6                                     | 15,6                                     | 9                                        | 5,2                                      | -5,7                                     | -7                                       | 3,85                                     |
| 2020 год, °C                             | -7,1                                     | -4,8                                     | 1,2                                      | 5,3                                      | 14,7                                     | 15,2                                     | 22,4                                     | 16,7                                     | 11,5                                     | 4,9                                      | -5,2                                     | -10,9                                    | 5,3                                      |
| 2021 год, °C                             | -15,7                                    | -16,1                                    | -5                                       | 7                                        | 18,5                                     | 19,3                                     | 19,3                                     | 20,3                                     | 8,7                                      | 4,4                                      | -3,9                                     | -8,9                                     | 4                                        |
| 2022 год, °C                             | -10,8                                    | -5,6                                     | -6,2                                     | 6                                        | 10,9                                     | 15,7                                     | 20,9                                     | 20,6                                     | 10,9                                     | 5,1                                      | -7,6                                     | -10,9                                    | 4,1                                      |
| 2023 год, °C                             | -11,3                                    | -9,3                                     | 0,3                                      | 6,7                                      | 16,5                                     | 16,1                                     | 21,7                                     | 17,8                                     | 13,5                                     | 4,4                                      | -2,1                                     | -13,2                                    | 5,1                                      |
| 2024 год, °С                             | -14,4                                    | -10,3                                    | -1,8                                     | 8,1                                      | 8,1                                      | 19,6                                     | 19                                       | 15,6                                     | 13                                       | 4,3                                      | -2,3                                     | -6,1                                     | 4,4                                      |
| 2025 год, °С                             | -6,6                                     | -7                                       | -0,5                                     | 6,5                                      | 13,4                                     | 19,0                                     | 17,7                                     |                                          |                                          |                                          |                                          |                                          |                                          |
| ---------------------------------------- | ---------------------------------------- | ---------------------------------------- | ---------------------------------------- | ---------------------------------------- | ---------------------------------------- | ---------------------------------------- | ---------------------------------------- | ---------------------------------------- | ---------------------------------------- | ---------------------------------------- | ---------------------------------------- | ---------------------------------------- | ---------------------------------------- |